# 리타 고르

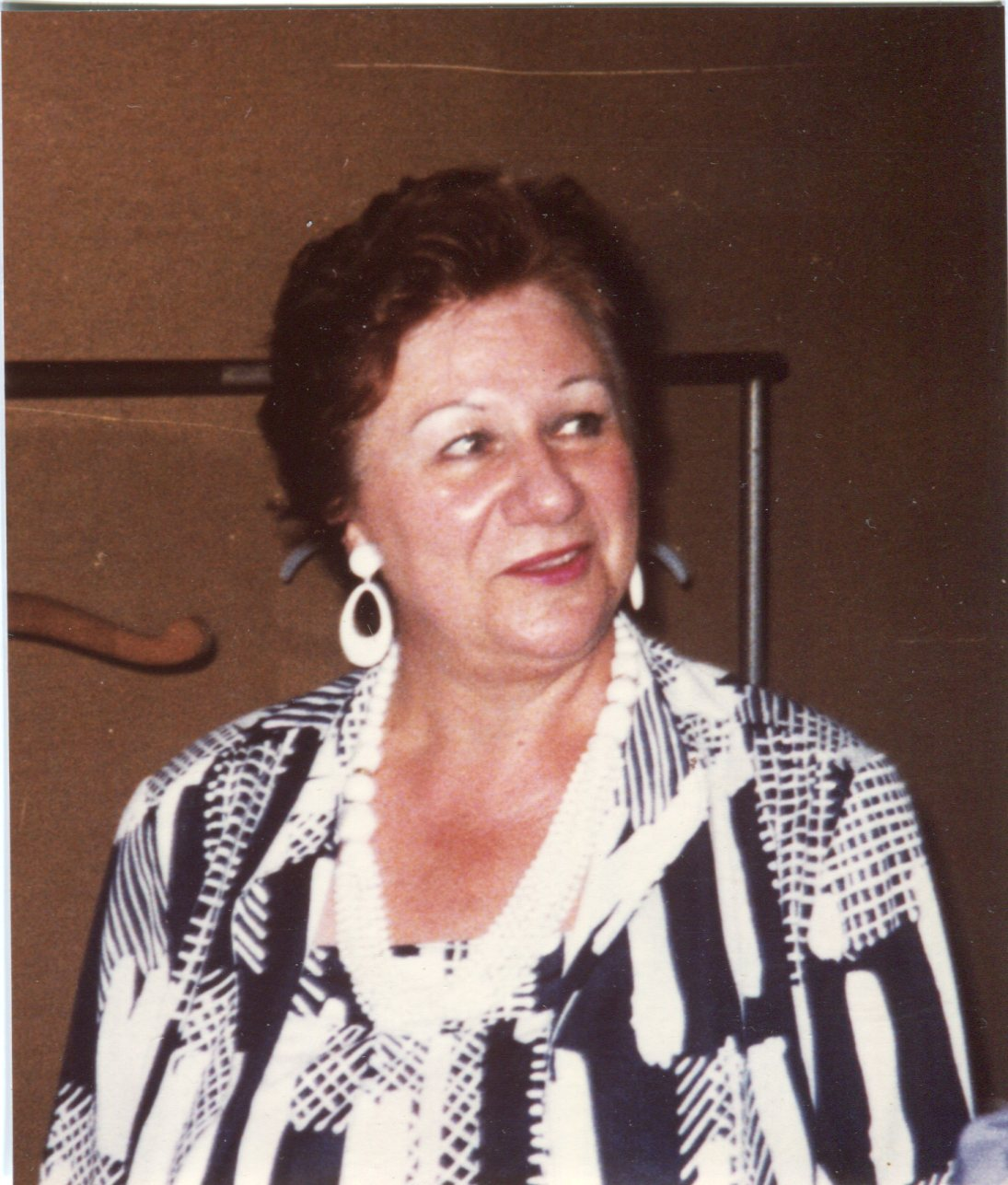

리타 고르(Rita Gorr, 본명: 마르가리타 가이메르트, 1926년 2월 18일 ~ 2012년 1월 22일)는 벨기에의 오페라 메조 소프라노 가수이다. 1949년에 안트워프에서 프리카의 역으로 데뷔했다. 1952년 로잔의 국제콩쿠르에서 제1위를 차지하였고, 파리를 비롯하여 각지에서 활약하였다. 1958년에는 바이로이트, 1962년에는 메트로폴리탄에 출연하였다. 그녀의 풍부한 성량과 깊은 뉘앙스는 널리 인정되어 역량을 발휘하였다.